# Wilsberg: Datenleck
Datenleck ist die 82. Folge der Fernsehfilmreihe Wilsberg. Die Folge ist seit Anfang Mai 2024 in der ZDFmediathek verfügbar und wurde am 11. Mai 2024 im Samstagabendprogramm des ZDF erstausgestrahlt.

## Handlung
Beim Finanzamt wird die Software umgestellt und Ekki soll dies beaufsichtigen. Er wurde vom Chef Altmann dafür ausgewählt und hatte sich dabei gegen Kollegin Nora Blum durchgesetzt. Es kommt dabei schnell zu einem kompletten Serverausfall, wobei auch Geld verschwindet. Wenig später ist der daran arbeitende IT-Mitarbeiter Ralph Fechner tot. Da Anne Springer gerade im Urlaub ist, muss sich Overbeck bei seiner Arbeit mit dem engagierten Kollegen Drechshage abfinden. Dieser rückt bald Ekki in den Fokus der Ermittlungen, weil dieser zuvor mit Fechner gestritten hat und einen Camper in Höhe des fehlenden Gelds angezahlt haben soll.
Wilsberg, der sich gerade den Fuß gebrochen hat, stellt eigene Ermittlungen an. Dabei stößt er auf Yasemin König, die Overbeck bei einem digitalen Sicherheitstraining unterstützt und im Vorstand eines Hackervereins ist, dem auch Fechner angehörte. Wilsberg bittet Merle, sich im Verein einmal umzuschauen, und Ekki, in Fechners Vergangenheit nachzuforschen. Es kommt zutage, dass Fechner bei einer früheren Anstellung Geld abgezweigt hat und dafür ins Gefängnis kam – eigentlich hätte er damit nie im Finanzamt arbeiten dürfen. Es stellt sich heraus, dass Fechner über Königs Computerzugang zum Polizeiserver seine Daten aus dem System gelöscht hat und dass er beim Finanzamt etwas entdeckt haben musste. Drechshage ermittelt mittlerweile auch gegen Wilsberg, wohingegen Overbeck sich mit Wilsberg zusammentut.
Mit Königs Hilfe finden Ekki und Tessa über die Abhebungen des verschwundenen Gelds und die im Finanzamt verwendeten VPN-Sticks heraus, dass Nora Blum und ihr Geliebter Altmann etwas damit zu tun haben müssen. Mit einer List können sie Altmanns doppeltes Spiel entlarven, in welchem er Nora Blum als nützliche Geliebte für seine Geldgeschäfte benutzte. Da Fechner herausfand, dass Altmann das Geld gestohlen hat und Ekki die Unterschlagung anhängen wollte, wurde Fechner von Altmann umgebracht. Blum lässt Altmanns Alibi für die Tatzeit platzen, Overbeck und Drechshage nehmen Altmann fest.

## Produktion
Die Dreharbeiten fanden in der Zeit vom 10. Oktober 2022 bis zum 14. Dezember 2022 in Münster und Köln statt.
Der Running Gag Bielefeld erscheint in der 58. Minute. Um die Lippenleseleistung ihrer gehörlosen Freundin Sina zu demonstrieren, bittet Merle Wilsberg, einfach etwas zu sagen, bei dem er nur die Lippen bewegen soll. Sina liest korrekt ab: „In Bielefeld habe ich noch nie ein Bier bestellt.“
Am Ende und im Abspann der Episode ist der Titel Dancing in the Moonlight von Toploader aus dem Jahr 2000 zu hören.

## Rezeption

### Kritik
Das Team der TV Spielfilm gibt dem Film einen Daumen nach oben und resümiert: „IT-Sicherheit informativ & unterhaltsam zugleich erzählt.“
Oliver Armknecht vergab auf film-rezensionen.de 5 von 10 Punkten.

### Einschaltquoten
Die Erstausstrahlung des Films am 11. Mai 2024 im ZDF sahen in Deutschland 5,77 Millionen Zuschauer. Dies entsprach einem „respektablen“ Marktanteil von 24,8 % für den Sender, der an diesem Abend mit der Ausstrahlung des Eurovision Song Contest 2024 im Ersten konkurrierte.